# لشکرکشی تنبیهی

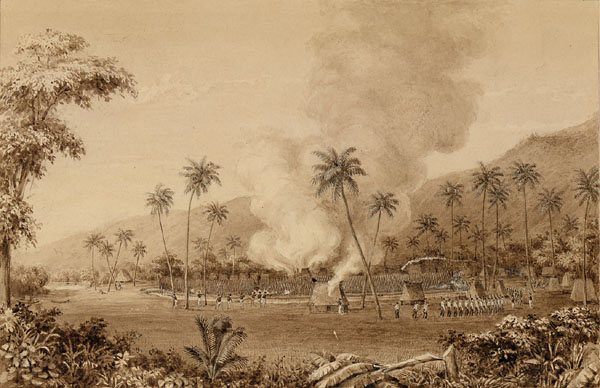
لشکرکشی تنبیهی آمریکا علیه مالولو، فیجی در سال ۱۸۴۰ توسط آلفرد عقیق

لشکرکشی تنبیهی (انگلیسی: Punitive expedition) یک سفر نظامی است که برای مجازات یا  تنبیه یک نهاد سیاسی یا موجودیت سیاسی یا هر گروهی از مردم خارج از مرزهای حاکمیت دولت مجازات کننده یا اتحاد سیاسی انجام می‌شود. در قرن نوزدهم، لشکرکشی‌های تنبیهی بیشتر به عنوان بهانه‌ای برای ماجراجویی‌های استعماری مورد استفاده قرار می‌گرفتند که منجر به الحاق، تغییر رژیم یا تغییر در سیاست‌های دولت آسیب‌دیده به نفع یک یا چند قدرت استعماری می‌شد.